# دلتا هرکول
دلتا هرکول یک ستاره است که در صورت فلکی زانوزده قرار دارد.